# Anthony Lexa
Anthony Lexa (Devon, 2000) es una actriz, cantante y compositora inglesa, conocida por su papel como Abbi Montgomery en la serie web de Netflix Sex Education.

## Primeros años
Lexa nació en el año 2000. Creció en la zona rural de Devon y se mudó a Londres en 2021.

## Carrera
Lexa es compositora y cantante, hace e interpreta música indie pop. Lanzó su sencillo Early Nights en septiembre de 2023.
Como actriz de teatro, apareció en producciones del teatro West End de Londres.
Lexa interpretó a Abbi Montgomery en la serie de televisión británica de comedia dramática sexual para adolescentes Sex Education. Su personaje en Sex Education es una joven cristiana y transgénero y abeja reina del instituto Cavendish, que fue expulsada de su casa familiar. Lexa fue elegida para el papel a través de una convocatoria de casting abierta. Lexa también interpretó la primera escena sexual entre personas trans de la historia del programa.

## Vida personal
Anthony es una mujer transgénero. Ella apoya a Trans Secret Santa, una organización benéfica dirigida por Think2Speak que apoya a las personas trans en Navidad. Actualmente reside en Londres.

## Filmografía
- Sex Education (2023)

## Discografía

### Sencillos
| Año  | Título         |
| ---- | -------------- |
| 2019 | «Movin On UP»  |
| 2019 | «Ingredients»  |
| 2019 | «Noise»        |
| 2023 | «Early Nights» |
| 2023 | «T Time»       |